# NGC 1312
NGC 1312 je dvostruka zvijezda u zviježđu Biku. 

## Vanjske poveznice
- SEDS: NGC 1312